# بزتپه (یورغیر)
بزتپه (به ترکی استانبولی: Boztepe) یک منطقهٔ مسکونی در ترکیه است که در یورغیر واقع شده‌است.